# Alexander Marchart
Alexander Marchart (* 28. März 1927 in Marchegg) ist ein österreichischer Architekt.

## Leben
Alexander Marchart studierte bei Franz Schuster an der Hochschule für angewandte Kunst Wien. Er war von 1966 bis zu seinem Austritt 1975 Mitglied des Wiener Künstlerhauses. Marchart gründete 1971 mit Roland Moebius das Architekturbüro Marchart, Moebius & Partner in Wien, an dem auch die Architekten Helmut Benesch und Josef Moser beteiligt waren. Marchart, Moebius & Partner erhielt im letzten Drittel des 20. Jahrhunderts mehrere prestigeträchtige Aufträge zur Planung öffentlicher Bauten in Österreich. Das Büro wurde Ende 2000 aufgelöst. Der Teilhaber Helmut Benesch machte sich mit dem Architekturbüro Benesch Architekten selbstständig. Der Teilhaber Josef Moser gründete mit seinem Sohn Marius Moser das Architekturbüro Moser Architekten.

## Bauten

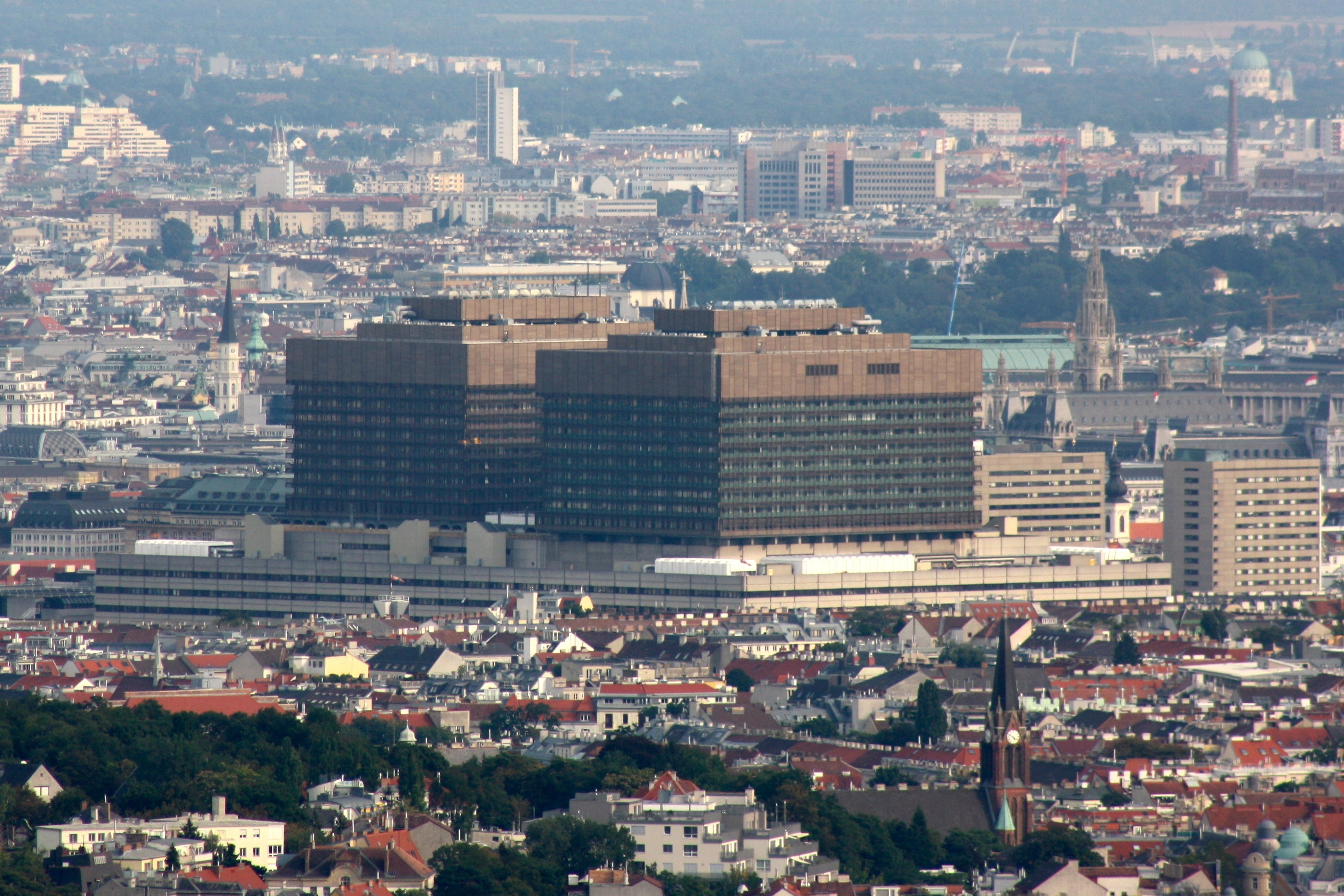
Allgemeines Krankenhaus der Stadt Wien

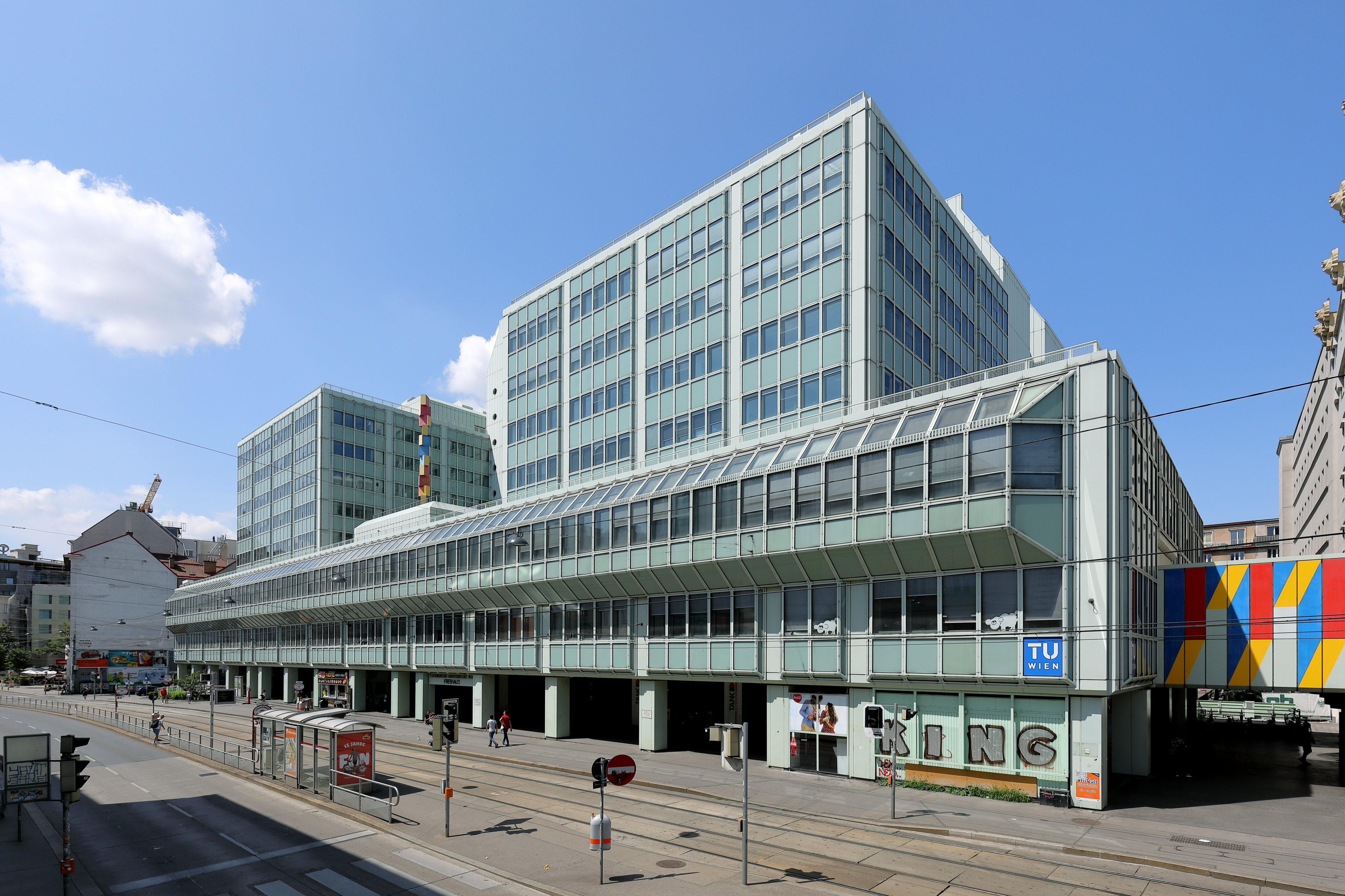
Das Institutsgebäude „Freihaus“ der TU Wien (ab 1975)

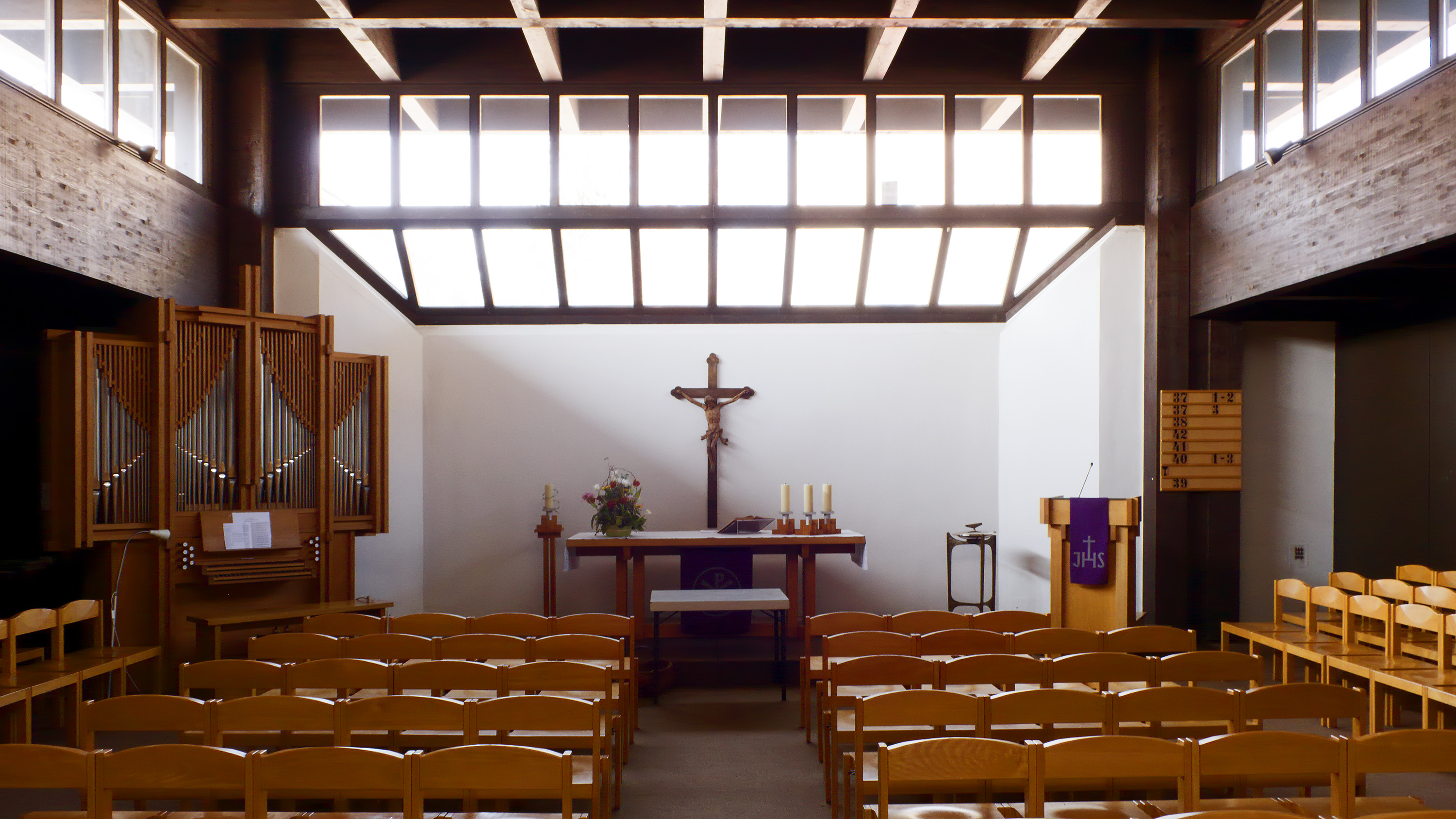
Innenraum der Weinbergkirche

- Allgemeines Krankenhaus der Stadt Wien, Währinger Gürtel 18–20, Wien-Alsergrund (erbaut 1968–1989; mit Wolfgang Bauer, Georg Köhler, Felix Kässens, Hannes Lintl, Georg Lippert, Otto Mayr, Roland Moebius und Otto Nobis)[6]
- Klinik am Eichert, Eichertstraße 3, Göppingen (erbaut 1971–1979; mit Roland Moebius)[7]
- Sozialmedizinisches Zentrum Ost – Donauspital, Langobardenstraße 122, Wien-Aspern (erbaut 1973–1992; mit Roland Moebius, Alfred Podgorschek, Ernst Schuster und Josef Fleischer)[8]
- Wohnanlage „Wohnen morgen“, Kärntner Straße 37–49, Leoben-Lerchenfeld (um 1973; mit Roland Moebius)[9]
- Freihaus der Technischen Universität Wien, Wiedner Hauptstraße 8–10, Wien-Wieden (erbaut ab 1975; mit Roland Moebius)[10]
- Pädagogische Akademie Baden, Mühlstraße 67, Baden (erbaut 1976; mit Roland Moebius)[11]
- Weinbergkirche, Börnergasse 16, Wien-Sievering (erbaut 1980–1981; mit Roland Moebius)[12]
- Bürogebäude des Bundeskanzleramtes, des Außen- und Innenministeriums, Minoritenplatz 9, Wien-Innere Stadt (erbaut 1982–1986; mit Roland Moebius)[13]
- Universitätsbibliothek der Technischen Universität Wien, Wiedner Hauptstraße 6, Wien-Wieden (erbaut 1984–1987; mit Roland Moebius, Justus Dahinden und Reinhard Gieselmann)[14]
- Umgestaltung der Müllverbrennungsanlage Spittelau, Spittelauer Lände 45, Wien-Alsergrund (1988–1992; Planung mit Roland Moebius und Waagner-Biro nach einem Entwurf von Friedensreich Hundertwasser)[15]
- Wohnpark Kornhäusel, Kornhäuselgasse 9, Wien-Brigittenau (erbaut 1996; mit Günther Suske, Harry Glück und Partner, Roland Moebius, Helmut Benesch und Josef Moser)[16]
- Zubau West am Chirurgiegebäude des Landeskrankenhauses Innsbruck, Innsbruck-Wilten (erbaut 1997; mit Roland Moebius, Prachensky/Leitgeb und Schlögl/Kastner)[17]
- Bürogebäude Mc Henry, Lassallestraße 9, Wien-Leopoldstadt (erbaut 1999–2002; mit Roland Moebius und Soyka/Silber/Soyka Architekten)[18]
- Landeskrankenhaus Vöcklabruck, Dr.-Wilhelm-Bock-Straße 1, Vöcklabruck (erbaut 1999–2003;[19] mit Roland Moebius)[20]